# Go Hard or Go Home
Go Hard or Go Home to wydany w 2003 roku mixtape Big Mike’a i DJ-a Kayslaya. Zawiera między innymi "Ruled Out", czyli niewydany diss DMX-a na Ja Rule’a.

## Lista utworów
1. "Freestyle" (Busta Rhymes)
2. "Y'all Some Dead Muthafuckas" (Cam’ron)
3. "Ruled Out" (DMX)
4. "Clientele Kids" (Raekwon ft. Fat Joe & Ghostface)
5. "Oh Yeah" (Fat Joe ft. Heatmakerz)
6. "The Boss" (Foxy Brown ft. The Neptunes)
7. "Like A Hard Pimp (Remix)" (David Banner ft. Busta Rhymes & Twista)
8. "We Go Hard" (Cam’ron ft. DMX)
9. "Get Ya Hustle On" (Mobb Deep)
10. "Can't Be Serious" (Fat Joe ft. Remy Martin)
11. "Freestyle" (D-Block)
12. "U Need Dick In Ya Life" (Memphis Bleek ft. Nate Dogg)
13. "Grey Goose" (Tony Sunshine ft. Fat Joe)
14. "Full Time Bachelor" (Sha'Liek Rivers ft. Lloyd Banks)
15. "Adidas (Remix)" (Killer Mike ft. Amil & Jermaine Dupri)
16. "Bang Out (Remix)" (Grafh ft. E-40 & Bun B)
17. "Got Damn" (Baby Sham ft. Prodigy)
18. "Shoot 'Em Up Part 2" (Mobb Deep ft. Big Noyd)
19. "Lets Get It" (Smoot ft. Jadakiss & Swizz Beatz)
20. "Road 2 To The Riches 2003" (Spliff Star ft. Kool G Rap & Rah Digga)
21. "Beans To The Rhyme" (Beanie Sigel ft. Young Chris)
22. "Blow" (State Property ft. Twista)
23. "Freestyle" (The Teamstas)
24. "Freestyle" (Spud Mackenzie)
25. "Freestyle" (The Scrooge)
26. "O-Sun 4 Life" (The Black Sopranos)